# Ulick de Burgh, I marchese di Clanricarde
Ulick John de Burgh, I marchese di Clanricarde (Belmont, 20 dicembre 1802 – Londra, 10 aprile 1874), è stato un politico e ambasciatore inglese.

## Biografia
Era il figlio del generale John de Burgh, XIII conte di Clanricarde, e di sua moglie, Elizabeth Burke, figlia di Sir Thomas Burke, I Baronetto. Successe alla contea nel luglio 1808, all'età di cinque anni, alla morte del padre. Studiò a Eton.

## Carriera
Nel 1825 venne creato marchese di Clanricarde nel Paria d'Irlanda, una ripresa del titolo che si era estinto alla morte di suo zio nel 1797. L'anno seguente fu nominato barone Somerhill nel Pari del Regno Unito, che diede il diritto ad un seggio alla Camera dei Lords.
Nel gennaio 1826 è stato nominato Sottosegretario di Stato per gli Affari Esteri, nel governo del conte di Liverpool, incarico che ha ricoperto fino all'agosto dello stesso anno. Nel 1830 entra a far parte del governo Whig di Lord Grey come capitano del Yeomen of the Guard, carica che mantenne fino al 1834. Nel 1830 divenne membro del Consiglio privato.
Tra il 1838 e il 1840 fu ambasciatore in Russia. Nel 1846 è stato nominato Postmaster General, durante il governo di Lord John Russell, carica che ha mantenuto fino a quando il governo cadde nel 1852.
Nel 1858 fu Lord del Sigillo privato. Fu Lord Luogotenente della Contea di Galway (1831-1874).
Fu un massone molto attivo, fu iniziato nella  Apollo University Lodge No. 711 (poi No. 357) della Gran Loggia unita d'Inghilterra il 15 Novembre 1820,
quando era studente al Christ Church College di Oxford.

## Matrimonio
Sposò, il 4 aprile 1825, Harriet Canning (13 aprile 1804-8 gennaio 1876), figlia di George Canning. Ebbero sette figli:
- Lady Elizabeth Joanna (22 febbraio 1826-26 febbraio 1854), sposò Henry Lascelles, IV conte di Harewood, ebbero sei figli;
- Ulick Canning de Burgh, Lord Dunkellin (12 luglio 1827-16 agosto 1867);
- Lady Emily Charlotte (19 ottobre 1828-10 ottobre 1912), sposò Richard Boyle, IX conte di Cork, ebbero sette figli;
- Lady Catherine (1830-8 aprile 1895), sposò John Weyland, non ebbero figli;
- Lady Margaret Anne de Burgh (1831-31 marzo 1888), sposò Wentworth Beaumont, I barone Allendale, ebbero sei figli;
- Hubert George de Burgh-Canning, II marchese di Clanricarde (30 novembre 1832-12 aprile 1916);
- Lady Harriet Augusta (1834-18 gennaio 1901), sposò Vernon-Wentworth, non ebbero figli.

## Morte
Morì il 10 aprile 1874 a Stratton Street, Piccadilly, a Londra.

## Ascendenza
|                                              |            |                             | Genitori                     |  |  | Nonni |  |  | Bisnonni                              |  |  | Trisnonni                           |  |
|                                              |            |                             |                              |  |  |       |  |  | Michael Burke, X conte di Clanricarde |  |  | John Burke, IX conte di Clanricarde |  |
|                                              |            |                             |                              |  |  |       |  |  | Michael Burke, X conte di Clanricarde |  |  | John Burke, IX conte di Clanricarde |  |
|                                              |            | Mary Talbot                 |                              |  |  |       |  |  | Michael Burke, X conte di Clanricarde |  |  |                                     |  |
| John Smith de Burgh, XI conte di Clanricarde |            |                             |                              |  |  |       |  |  | Michael Burke, X conte di Clanricarde |  |  |                                     |  |
|                                              |            | Anne Smith                  | John Smith                   |  |  |       |  |  |                                       |  |  |                                     |  |
|                                              |            | Anne Smith                  | John Smith                   |  |  |       |  |  |                                       |  |  |                                     |  |
|                                              |            | Anne Smith                  | Anne N.                      |  |  |       |  |  |                                       |  |  |                                     |  |
| John de Burgh, XIII conte di Clanricarde     |            | Anne Smith                  |                              |  |  |       |  |  |                                       |  |  |                                     |  |
|                                              |            | Henry Vincent, VI baronetto | Francis Vincent, V baronetto |  |  |       |  |  |                                       |  |  |                                     |  |
|                                              |            | Henry Vincent, VI baronetto | Francis Vincent, V baronetto |  |  |       |  |  |                                       |  |  |                                     |  |
|                                              |            | Henry Vincent, VI baronetto | Rebecca Ashe                 |  |  |       |  |  |                                       |  |  |                                     |  |
| Hester Vincent                               |            | Henry Vincent, VI baronetto |                              |  |  |       |  |  |                                       |  |  |                                     |  |
|                                              |            | Elizabeth Sherman           | Bezaliel Sherman             |  |  |       |  |  |                                       |  |  |                                     |  |
|                                              |            | Elizabeth Sherman           | Bezaliel Sherman             |  |  |       |  |  |                                       |  |  |                                     |  |
|                                              |            | Elizabeth Sherman           | Annie Norton                 |  |  |       |  |  |                                       |  |  |                                     |  |
| Ulick de Burgh, I marchese di Clanricarde    |            | Elizabeth Sherman           |                              |  |  |       |  |  |                                       |  |  |                                     |  |
|                                              | John Burke | John Burke                  |                              |  |  |       |  |  |                                       |  |  |                                     |  |
|                                              | John Burke | John Burke                  |                              |  |  |       |  |  |                                       |  |  |                                     |  |
|                                              | John Burke | N. Maughan                  |                              |  |  |       |  |  |                                       |  |  |                                     |  |
| Thomas Burke, I baronetto                    | John Burke |                             |                              |  |  |       |  |  |                                       |  |  |                                     |  |
|                                              |            | Mary Carroll                | Michael Carroll              |  |  |       |  |  |                                       |  |  |                                     |  |
|                                              |            | Mary Carroll                | Michael Carroll              |  |  |       |  |  |                                       |  |  |                                     |  |
|                                              |            | Mary Carroll                | Anne Donnellan               |  |  |       |  |  |                                       |  |  |                                     |  |
| Elizabeth Burke                              |            | Mary Carroll                |                              |  |  |       |  |  |                                       |  |  |                                     |  |
|                                              |            | James Browne                | …                            |  |  |       |  |  |                                       |  |  |                                     |  |
|                                              |            | James Browne                | …                            |  |  |       |  |  |                                       |  |  |                                     |  |
|                                              |            | James Browne                | …                            |  |  |       |  |  |                                       |  |  |                                     |  |
| Christian Browne                             |            | James Browne                |                              |  |  |       |  |  |                                       |  |  |                                     |  |
|                                              |            | …                           | …                            |  |  |       |  |  |                                       |  |  |                                     |  |
|                                              |            | …                           | …                            |  |  |       |  |  |                                       |  |  |                                     |  |
|                                              |            | …                           | …                            |  |  |       |  |  |                                       |  |  |                                     |  |
|                                              |            | …                           |                              |  |  |       |  |  |                                       |  |  |                                     |  |